# Darpinaus
Darpinaus ist eine subalpine Streusiedlung im Kanton Graubünden in der Schweiz. Sie erstreckt sich auf dem Territorium der Gemeinde Ilanz/Glion und verteilte sich vor 2014 auf die Gemeinden Sevgein und Riein.

## Geographie
Darpinaus liegt auf Höhenstufen zwischen 1300 und 1700 m ü. M. am Abhang des 2238 m ü. M. hohen Cauma. Die Ausrichtung ist west- bis nordwestlich. Die verkehrsmässige Erschliessung ist von Illanz über Riein gewährleistet, aber auch über die lange Höhenstrasse von Valendas her gegeben.